# Bruno Rojas
Artur Bruno Rojas da Silva (27 de mayo de 1993, Cochabamba) es un atleta boliviano, participó en los Juegos Olímpicos de Londres 2012 y en Los Juegos Olímpicos de Tokio 2020. 
Obtuvo la marca de 10.36 para los 100 metros, siendo considerado “el hombre más veloz de la historia en Bolivia”. Participó en las Olimpiadas de Londres 2012 y en Tokio 2020. En su participación  en las Olimpiadas de Londres 2012 se convierte en el primer boliviano en ganar una serie clasificatoria y pasar a la siguiente ronda en unos Juegos Olímpicos.Anunciaría su retiro luego de su participación  en Tokio 2020 para dedicarse a la medicina.
Consiguió las preseas de plata y bronce en el Gran Prix Sudamericano “Orlando Guaita” de Chile y las de oro y plata en el campeonato Sudamericano Gran Prix Mario Paz Biruet de Tarija, Bolivia.
En 2024, Rojas se gradúa de la carrera de medicina de la Universidad Privada Franz Tamayo.